# 小笠原由依
小笠原 由依（おがさわら ゆい）は、ITmedia記者である。自称美少女新人IT戦士。

## 略歴
2008年6月ごろよりライフスタイルメディア事業部に所属。2009年4月1日にITmedia News編集部に異動。2009年、岡田有花記者からクリスマス記事の執筆を指示され、岡田記者と同様に体を張った取材を行うが認知されず編集職から退く。

## クリスマスの記事について
- 2009年 クリスマス、手作りケーキ片手に王子を探す

| スタブアイコン | サブスタブ | この項目は、まだ閲覧者の調べものの参照としては役立たない、人物に関連した書きかけの項目です。この項目を加筆・訂正などしてくださる協力者を求めています（P:人物伝/PJ:人物伝）。 |